# اتوود (اکلاهما)
اتوود(به انگلیسی: Atwood) شهری در ایالت اکلاهما کشور ایالات متحده آمریکا است که جمعیت آن در سرشماری سال ۲۰۱۰ میلادی، ۷۴ نفر بوده‌است.